# Onopordum macracanthum
Onopordum macracanthum là một loài thực vật có hoa trong họ Cúc. Loài này được Schousb. mô tả khoa học đầu tiên năm 1800.